# Fußballsportverein Frankfurt 1899 2013-2014
Questa voce raccoglie le informazioni riguardanti il Fußballsportverein Frankfurt 1899 nelle competizioni ufficiali della stagione 2013-2014.

## Stagione
Nella stagione 2013-2014 il FSV Francoforte, allenato da Benno Möhlmann, concluse il campionato di 2. Bundesliga al 13º posto. In Coppa di Germania il FSV Francoforte fu eliminato al secondo turno dall'Ingolstadt 04.

## Rosa
| N. |                      | Ruolo | Calciatore        |
| -- | -------------------- | ----- | ----------------- |
| 1  | Germania (bandiera)  | P     | Patric Klandt     |
| 3  | Germania (bandiera)  | D     | Björn Schlicke    |
| 4  | Germania (bandiera)  | D     | Nils Teixeira     |
| 5  | Germania (bandiera)  | C     | Manuel Konrad     |
| 6  | Finlandia (bandiera) | C     | Joni Kauko        |
| 7  | Germania (bandiera)  | C     | Marc-André Kruska |
| 8  | Germania (bandiera)  | C     | Michael Görlitz   |
| 9  | Albania (bandiera)   | A     | Edmond Kapllani   |
| 10 | Australia (bandiera) | A     | Nikita Rukavytsya |
| 11 | Cambogia (bandiera)  | A     | Chhunly Pagenburg |
| 14 | Camerun (bandiera)   | D     | Nestor Djengoue   |
| 15 | Germania (bandiera)  | D     | Alexander Huber   |
| 16 | Germania (bandiera)  | D     | Marc Heitmeier    |
| 17 | Libano (bandiera)    | D     | Joan Oumari       |

| N. |                        | Ruolo | Calciatore          |
| -- | ---------------------- | ----- | ------------------- |
| 18 | Germania (bandiera)    | C     | Marcel Kandziora    |
| 19 | Stati Uniti (bandiera) | A     | Andrew Wooten       |
| 20 | Australia (bandiera)   | A     | Mathew Leckie       |
| 21 | Germania (bandiera)    | P     | Sören Pirson        |
| 22 | Albania (bandiera)     | A     | Odise Roshi         |
| 23 | Germania (bandiera)    | C     | Marcel Kaffenberger |
| 24 | Germania (bandiera)    | P     | Jannis Pellowski    |
| 25 | Turchia (bandiera)     | C     | Emre Nefiz          |
| 26 | Germania (bandiera)    | C     | Denis Epstein       |
| 27 | Germania (bandiera)    | C     | Ahmed Azaouagh      |
| 30 | Germania (bandiera)    | C     | Faton Toski         |
| 31 | Germania (bandiera)    | D     | Tim Heubach         |
| 37 | Turchia (bandiera)     | C     | Zafer Yelen         |

## Organigramma societario
Area tecnica
- Allenatore: Benno Möhlmann
- Allenatore in seconda: Sven Kmetsch
- Preparatore dei portieri: Norbert Lorz
- Preparatori atletici:
- Analisi video:

## Calciomercato

### Sessione estiva
| Acquisti | Acquisti          | Acquisti          | Acquisti |
| R.       | Nome              | da                | Modalità |
| -------- | ----------------- | ----------------- | -------- |
| A        | Nikita Rukavytsya | Magonza           |          |
| D        | Nestor Djengoue   | Chievo            |          |
| C        | Denis Epstein     | Atromītos         |          |
| C        | Marcel Kandziora  | Sandhausen        |          |
| C        | Joni Kauko        | Lahti             |          |
| D        | Joan Oumari       | Rot-Weiß Erfurt   |          |
| A        | Chhunly Pagenburg | Eintracht Treviri |          |
| A        | Markus Ziereis    | Monaco 1860       |          |

| Cessioni | Cessioni        | Cessioni               | Cessioni |
| R.       | Nome            | a                      | Modalità |
| -------- | --------------- | ---------------------- | -------- |
| C        | Tufan Tosunoğlu | SVN Zweibrücken        |          |
| C        | Frederic Brill  | Fortuna Colonia        |          |
| D        | Felicio Brown   | Kryl'ja Sovetov Samara |          |
| D        | Marcel Gaus     | Kaiserslautern         |          |
| C        | Markus Hofmeier | Wormatia Worms         |          |
| A        | Rasmus Jönsson  | Wolfsburg              |          |
| D        | Anthony Jung    | RB Lipsia              |          |
| A        | Moses Lamidi    | Uerdingen 05           |          |
| D        | Robert Schick   | Hallescher             |          |
| C        | Yannick Stark   | Monaco 1860            |          |
| A        | John Verhoek    | St. Pauli              |          |

### Sessione invernale
| Acquisti | Acquisti          | Acquisti        | Acquisti |
| R.       | Nome              | da              | Modalità |
| -------- | ----------------- | --------------- | -------- |
| C        | Faton Toski       | Sconosciuta     |          |
| A        | Andrew Wooten     | Kaiserslautern  |          |
| C        | Marc-André Kruska | Energie Cottbus |          |

| Cessioni | Cessioni       | Cessioni  | Cessioni |
| R.       | Nome           | a         | Modalità |
| -------- | -------------- | --------- | -------- |
| A        | Markus Ziereis | Darmstadt |          |

## Risultati

### 2. Bundesliga

#### Girone di andata
| Arbitro: | Meyer |

|  |           |           |
|  | Marcatori | 84’ Peitz |

| Arbitro: | Fritz |

|                           |           |            |
| Lauth 55’ Stoppelkamp 90’ | Marcatori | 53’ Leckie |

| Arbitro: | Christ |

|            |           |  |
| Epstein 9’ | Marcatori |  |

| Arbitro: | Willenborg |

|  |           |                        |
|  | Marcatori | 44’, 50’, 69’ Kapllani |

| Arbitro: | Cortus |

|            |           |              |
| Leckie 41’ | Marcatori | 57’ Kreilach |

| Arbitro: | Fischer |

|             |           |              |
| Epstein 15’ | Marcatori | 81’ Weilandt |

| Arbitro: | Kampka |

|                           |           |                        |
| Verhoek 3’ Rzatkowski 58’ | Marcatori | 63’ (aut.) Halstenberg |

| Arbitro: | Rohde |

|                                            |           |           |
| Leckie 21’, 53’ Görlitz 42’ Rukavytsya 86’ | Marcatori | 75’ Cohen |

| Düsseldorf 28 settembre 2013, ore 13:00 CEST 9ª giornata | Fortuna Düsseldorf | 0 – 0 referto | FSV Francoforte | Merkur Spiel-Arena (30 254 spett.)\| Arbitro: \| Leicher \| |
| Arbitro:                                                 | Leicher            |               |                 |                                                             |

| Arbitro: | Schriever |

|                             |           |           |
| Oumari 5’ Kapllani 15’, 30’ | Marcatori | 74’ König |

| Arbitro: | Thomsen |

|                                    |           |                         |
| Sağlık 29’, 51’ Wurtz 49’ Meha 54’ | Marcatori | 22’ Leckie 52’ Kapllani |

| Francoforte sul Meno 26 ottobre 2013, ore 13:00 CEST 12ª giornata | FSV Francoforte | 0 – 0 referto | Aalen | Frankfurter Volksbank Stadion (3 301 spett.)\| Arbitro: \| Wingenbach \| |
| Arbitro:                                                          | Wingenbach      |               |       |                                                                          |

| Arbitro: | Rohde |

|                     |           |  |
| Blum 12’ Tüting 56’ | Marcatori |  |

| Arbitro: | Winkmann |

|  |           |                                                           |
|  | Marcatori | 4’ (rig.) Idrissou 40’ Löwe 45’ (rig.) Matmour 60’ Zoller |

| Arbitro: | Brand |

|            |           |                                                   |
| Affane 61’ | Marcatori | 35’, 77’ Epstein 75’ Teixeira 90’ (rig.) Kapllani |

| Arbitro: | Steinhaus-Webb |

|             |           |                      |
| Ziereis 11’ | Marcatori | 17’ Lorenz 40’ Riese |

| Arbitro: | Hartmann |

|                    |           |  |
| Ujah 54’ Risse 84’ | Marcatori |  |

#### Girone di ritorno
| Arbitro: | Weiner |

|                               |           |                                    |
| Micanski 8’, 32’ Hennings 28’ | Marcatori | 65’, 87’ Yelen 83’ (rig.) Kapllani |

| Arbitro: | Kempter |

|                      |           |                             |
| Leckie 21’ Yelen 71’ | Marcatori | 38’ (rig.), 90’ Stoppelkamp |

| Arbitro: | Bandurski |

|           |           |                           |
| Aydın 67’ | Marcatori | 52’ Rukavytsya 70’ Wooten |

| Arbitro: | Ittrich |

|                                           |           |                        |
| Kapllani 54’ Epstein 83’ (rig.) Huber 86’ | Marcatori | 11’ Grifo 89’ Schuppan |

| Arbitro: | Stegemann |

|                                     |           |  |
| Mattuschka 39’ (rig.) Schönheim 76’ | Marcatori |  |

| Arbitro: | Dankert |

|                                               |           |                                 |
| Gießelmann 10’ Fürstner 73’ (rig.) Mavraj 87’ | Marcatori | 35’ (rig.) Epstein 44’ Kapllani |

| Arbitro: | Willenborg |

|           |           |  |
| Leckie 9’ | Marcatori |  |

| Arbitro: | Thomsen |

|  |           |            |
|  | Marcatori | 29’ Leckie |

| Francoforte sul Meno 22 marzo 2014, ore 13:00 CET 26ª giornata | FSV Francoforte | 0 – 0 referto | Fortuna Düsseldorf | Frankfurter Volksbank Stadion (7 712 spett.)\| Arbitro: \| Schriever \| |
| Arbitro:                                                       | Schriever       |               |                    |                                                                         |

| Arbitro: | Zwayer |

|                            |           |             |
| Sylvestr 59’ Benatelli 77’ | Marcatori | 30’ Görlitz |

| Arbitro: | Hartmann |

|                    |           |                                     |
| Bertels 79’ (aut.) | Marcatori | 17’ Kachunga 52’, 55’ (rig.) Sağlık |

| Arbitro: | Fischer |

|                              |           |           |
| Lechleiter 33’ Reichwein 85’ | Marcatori | 61’ Roshi |

| Arbitro: | Leicher |

|  |           |                              |
|  | Marcatori | 27’, 66’ Jovanović 44’ Adler |

| Arbitro: | Ittrich |

|                                       |           |                      |
| Dick 23’ Idrissou 37’ (rig.) Karl 45’ | Marcatori | 3’ Leckie 38’ Wooten |

| Arbitro: | Dietz |

|                                    |           |           |
| Wooten 32’, 33’ (rig.) Görlitz 82’ | Marcatori | 67’ Röwer |

| Bielefeld 4 maggio 2014, ore 15:30 CEST 33ª giornata | Arminia Bielefeld | 0 – 0 referto | FSV Francoforte | SchücoArena (22 191 spett.)\| Arbitro: \| Aytekin \| |
| Arbitro:                                             | Aytekin           |               |                 |                                                      |

| Arbitro: | Dingert |

|                         |           |  |
| Kapllani 65’ Leckie 71’ | Marcatori |  |

### Coppa di Germania
| Arbitro: | Jablonski |

|             |           |                                |
| Cankaya 62’ | Marcatori | 21’, 113’ Leckie 117’ Kapllani |

| Arbitro: | Dingert |

|  |           |                        |
|  | Marcatori | 27’ Hajnal 47’ Hofmann |

## Statistiche

### Statistiche di squadra
| Competizione      | Punti | In casa | In casa | In casa | In casa | In casa | In casa | In trasferta | In trasferta | In trasferta | In trasferta | In trasferta | In trasferta | Totale | Totale | Totale | Totale | Totale | Totale | DR |
| Competizione      | Punti | G       | V       | N       | P       | Gf      | Gs      | G            | V            | N            | P            | Gf           | Gs           | G      | V      | N      | P      | Gf     | Gs     | DR |
| ----------------- | ----- | ------- | ------- | ------- | ------- | ------- | ------- | ------------ | ------------ | ------------ | ------------ | ------------ | ------------ | ------ | ------ | ------ | ------ | ------ | ------ | -- |
| 2. Bundesliga     | 41    | 17      | 7       | 5       | 5       | 23      | 22      | 17           | 4            | 3            | 10           | 23           | 29           | 34     | 11     | 8      | 15     | 46     | 51     | -5 |
| Coppa di Germania | -     | 1       | 0       | 0       | 1       | 0       | 2       | 1            | 1            | 0            | 0            | 3            | 1            | 2      | 1      | 0      | 1      | 3      | 3      | 0  |
| Totale            | 41    | 18      | 7       | 5       | 6       | 23      | 24      | 18           | 5            | 3            | 10           | 26           | 30           | 36     | 12     | 8      | 16     | 49     | 54     | -5 |

### Andamento in campionato
| Giornata  | 1  | 2  | 3  | 4 | 5 | 6 | 7  | 8 | 9 | 10 | 11 | 12 | 13 | 14 | 15 | 16 | 17 | 18 | 19 | 20 | 21 | 22 | 23 | 24 | 25 | 26 | 27 | 28 | 29 | 30 | 31 | 32 | 33 | 34 |
| --------- | -- | -- | -- | - | - | - | -- | - | - | -- | -- | -- | -- | -- | -- | -- | -- | -- | -- | -- | -- | -- | -- | -- | -- | -- | -- | -- | -- | -- | -- | -- | -- | -- |
| Luogo     | C  | T  | C  | T | C | C | T  | C | T | C  | T  | C  | T  | C  | T  | C  | T  | T  | C  | T  | C  | T  | T  | C  | T  | C  | T  | C  | T  | C  | T  | C  | T  | C  |
| Risultato | P  | P  | V  | V | N | N | P  | V | N | V  | P  | N  | P  | P  | V  | P  | P  | N  | N  | V  | V  | P  | P  | V  | V  | N  | P  | P  | P  | P  | P  | V  | N  | V  |
| Posizione | 14 | 16 | 14 | 7 | 9 | 9 | 14 | 9 | 8 | 5  | 7  | 7  | 10 | 13 | 10 | 13 | 16 | 16 | 13 | 11 | 10 | 14 | 14 | 12 | 10 | 10 | 10 | 11 | 14 | 15 | 15 | 14 | 14 | 13 |

Legenda:

Luogo: C = Casa; T = Trasferta. Risultato: V = Vittoria; N = Pareggio; P = Sconfitta.

### Statistiche dei giocatori
| Giocatore       | 2. Bundesliga | 2. Bundesliga | 2. Bundesliga | 2. Bundesliga | Coppa di Germania | Coppa di Germania | Coppa di Germania | Coppa di Germania | Totale   | Totale | Totale      | Totale     |
| Giocatore       | Presenze      | Reti          | Ammonizioni   | Espulsioni    | Presenze          | Reti              | Ammonizioni       | Espulsioni        | Presenze | Reti   | Ammonizioni | Espulsioni |
| --------------- | ------------- | ------------- | ------------- | ------------- | ----------------- | ----------------- | ----------------- | ----------------- | -------- | ------ | ----------- | ---------- |
| A. Azaouagh     | 0             | 0             | 0             | 0             | 0                 | 0                 | 0                 | 0                 | 0        | 0      | 0           | 0          |
| N. Djengoue     | 10            | 0             | 3             | 0             | 0                 | 0                 | 0                 | 0                 | 10       | 0      | 3           | 0          |
| D. Epstein      | 32            | 6             | 4             | 0             | 2                 | 0                 | 1                 | 0                 | 34       | 6      | 5           | 0          |
| M. Görlitz      | 34            | 3             | 2             | 0             | 2                 | 0                 | 0                 | 0                 | 36       | 3      | 2           | 0          |
| M. Heitmeier    | 18            | 0             | 4             | 0             | 1                 | 0                 | 0                 | 0                 | 19       | 0      | 4           | 0          |
| T. Heubach      | 7             | 0             | 0             | 0             | 0                 | 0                 | 0                 | 0                 | 7        | 0      | 0           | 0          |
| A. Huber        | 33            | 1             | 3             | 0             | 2                 | 0                 | 0                 | 0                 | 35       | 1      | 3           | 0          |
| M. Kaffenberger | 1             | 0             | 0             | 0             | 0                 | 0                 | 0                 | 0                 | 1        | 0      | 0           | 0          |
| M. Kandziora    | 11            | 0             | 1             | 0             | 1                 | 0                 | 0                 | 0                 | 12       | 0      | 1           | 0          |
| E. Kapllani     | 30            | 11            | 7             | 0             | 2                 | 1                 | 1                 | 0                 | 32       | 12     | 8           | 0          |
| J. Kauko        | 27            | 0             | 2             | 0             | 2                 | 0                 | 0                 | 0                 | 29       | 0      | 2           | 0          |
| P. Klandt       | 33            | 0             | 1             | 0             | 2                 | 0                 | 0                 | 0                 | 35       | 0      | 1           | 0          |
| M. Konrad       | 28            | 0             | 7             | 1             | 2                 | 0                 | 1                 | 0                 | 30       | 0      | 8           | 1          |
| M. Kruska       | 13            | 0             | 2             | 0             | 0                 | 0                 | 0                 | 0                 | 13       | 0      | 2           | 0          |
| M. Leckie       | 31            | 10            | 3             | 0             | 2                 | 2                 | 0                 | 0                 | 33       | 12     | 3           | 0          |
| E. Nefiz        | 0             | 0             | 0             | 0             | 0                 | 0                 | 0                 | 0                 | 0        | 0      | 0           | 0          |
| J. Oumari       | 28            | 1             | 4             | 1             | 2                 | 0                 | 0                 | 0                 | 30       | 1      | 4           | 1          |
| C. Pagenburg    | 4             | 0             | 0             | 0             | 0                 | 0                 | 0                 | 0                 | 4        | 0      | 0           | 0          |
| J. Pellowski    | 0             | 0             | 0             | 0             | 0                 | 0                 | 0                 | 0                 | 0        | 0      | 0           | 0          |
| S. Pirson       | 2             | 0             | 0             | 0             | 0                 | 0                 | 0                 | 0                 | 2        | 0      | 0           | 0          |
| O. Roshi        | 23            | 1             | 4             | 1             | 2                 | 0                 | 0                 | 0                 | 25       | 1      | 4           | 1          |
| N. Rukavytsya   | 19            | 2             | 0             | 0             | 1                 | 0                 | 0                 | 0                 | 20       | 2      | 0           | 0          |
| B. Schlicke     | 27            | 0             | 6             | 0             | 2                 | 0                 | 0                 | 0                 | 29       | 0      | 6           | 0          |
| N. Teixeira     | 24            | 1             | 5             | 2             | 2                 | 0                 | 0                 | 0                 | 26       | 1      | 5           | 2          |
| F. Toski        | 6             | 0             | 1             | 0             | 0                 | 0                 | 0                 | 0                 | 6        | 0      | 1           | 0          |
| A. Wooten       | 14            | 4             | 1             | 0             | 0                 | 0                 | 0                 | 0                 | 14       | 4      | 1           | 0          |
| Z. Yelen        | 11            | 3             | 0             | 0             | 1                 | 0                 | 0                 | 0                 | 12       | 3      | 0           | 0          |
| M. Ziereis      | 5             | 1             | 1             | 0             | 0                 | 0                 | 0                 | 0                 | 5        | 1      | 1           | 0          |